# Gouvernement Šķēle III
 (septembre 2023).
Si vous disposez d'ouvrages ou d'articles de référence ou si vous connaissez des sites web de qualité traitant du thème abordé ici, merci de compléter l'article en donnant les références utiles à sa vérifiabilité et en les liant à la section « Notes et références ».
Le troisième gouvernement d'Andris Šķēle était le gouvernement de la République de Lettonie du 16 juillet 1999 au 5 mai 2000. Il succéda au gouvernement de Vilis Krištopans et était constitué d'une coalition entre le Parti populaire (TP), la Voie lettonne (LC) et Pour la patrie et la liberté (TB/LNNK), qui disposait de 62 députés sur 100.
Il a été remplacé par le gouvernement d'Andris Bērziņš.

## Composition
| Fonction                                                                                          | Titulaire | Titulaire                     | Parti   | Dates                   |
| ------------------------------------------------------------------------------------------------- | --------- | ----------------------------- | ------- | ----------------------- |
| Premier ministre                                                                                  |           | Andris Šķēle                  | TP      | 16.07.1999 - 05.05.2000 |
| Ministre de la Défense                                                                            |           | Ģirts Valdis Kristovskis      | TB/LNNK | 16.07.1999 - 05.05.2000 |
| Ministre des Affaires étrangères                                                                  |           | Indulis Bērziņš               | LC      | 16.07.1999 - 05.05.2000 |
| Ministre des Affaires économiques                                                                 |           | Vladimirs Makarovs            | TB/LNNK | 16.07.1999 - 06.04.2000 |
| Ministre des Affaires économiques                                                                 |           | Intérim de Andris Šķēle       | TP      | 06.04.2000 - 05.05.2000 |
| Ministre des Finances                                                                             |           | Edmunds Krastiņš              | TP      | 16.07.1999 - 05.05.2000 |
| Ministre de l'Intérieur                                                                           |           | Mareks Segliņš                | TP      | 16.07.1999 - 05.05.2000 |
| Ministre de l'Éducation et de la Science                                                          |           | Silva Golde                   | TP      | 16.07.1999 - 08.12.1999 |
| Ministre de l'Éducation et de la Science                                                          |           | Intérim de Vladimirs Makarovs | TB/LNNK | 09.12.1999 - 12.12.1999 |
| Ministre de l'Éducation et de la Science                                                          |           | Intérim de Andris Šķēle       | TP      | 12.12.1999 - 16.12.1999 |
| Ministre de l'Éducation et de la Science                                                          |           | Māris Vītols                  | TP      | 16.12.1999 - 05.05.2000 |
| Ministre de la Culture                                                                            |           | Karina Pētersone              | LC      | 16.07.1999 - 05.05.2000 |
| Ministre du Bien-être social                                                                      |           | Roberts Jurdžs                | TB/LNNK | 16.07.1999 - 05.05.2000 |
| Ministre des Transports                                                                           |           | Anatolijs Gorbunovs           | LC      | 16.07.1999 - 05.05.2000 |
| Ministre de la Justice                                                                            |           | Valdis Birkavs                | LC      | 16.07.1999 - 05.05.2000 |
| Ministre de l'Environnement et du Développement régional                                          |           | Vents Balodis                 | TB/LNNK | 16.07.1999 - 05.05.2000 |
| Ministre de l'Agriculture                                                                         |           | Aigars Kalvītis               | TP      | 16.07.1999 - 05.05.2000 |
| Ministre sans portefeuille Chargé des Relations avec les Institutions financières internationales |           | Roberts Zīle                  | TB/LNNK | 16.07.1999 - 05.05.2000 |
| Ministre sans portefeuille Chargé des Affaires locales et de la Réforme de l'État                 |           | Jānis Bunkšs                  | LC      | 16.07.1999 - 05.05.2000 |